# Evropsko prvenstvo v nogometu 2016
Evropsko prvenstvo v nogometu 2016, ki se uradno imenuje UEFA Euro 2016 ali krajše Euro 2016 je bilo 15. evropsko prvenstvo v nogometu, ki je potekalo med 10. junijem in 10. julijem 2016 v francoskih mestih Saint-Denis, Marseille, Lyon, Lille, Pariz, Bordeaux, Saint-Étienne, Nica, Lens in Toulouse. Španija, dvakratna zmagovalca tega tekmovanja, iz leta 2008 in 2012, je branila naslov, vendar pa jih je v osmini finala izločila Italija. Portugalska je prvič osvojila to tekmovanje. V finalu, ki se je igral na stadionu Stade de France, v Parizu, je v podaljšku je z 1 – 0 premagala gostiteljico Francijo.
Francija je še tretjič gostila turnir, po letu 1960 in 1984. Francoska nogometna reprezentanca je doslej že dvakrat osvojila naslov evropskega prvaka: leta 1984 in 2000.
Prvič je na evropskem prvenstvu igralo 24 reprezentanc, ki se je razširilo od formata 16 ekip, ki se je uporabljal od leta 1996. Po novem formatu je bilo prvenstvo sestavljeno iz šestih skupin (A–F), po štiri ekipe, v izločilne tekme pa sta neposredno napredovali dve ekipi iz posamezne skupine ter štiri najboljše tretjeuvrščene ekipe.
Zmagovalka prvenstva, Portugalska, si je zagotovila pravico tekmovanja na FIFA Pokalu konfederacij 2017, v Rusiji.

## Izbira gostitelja
Za gostitelja prvenstva so se na začetku potegovale tri posamezne države: Francija, Italija, Turčija ter skupni gostiteljici Norveška in Švedska. Norvežani in Švedi so kasneje odstopili od kandidature.
Gostitelj evropskega prvenstva je bil izbran 28. maja 2010.
| Država   | Krog    | Krog    |
| Država   | 1. krog | 2. krog |
| -------- | ------- | ------- |
| Francija | 43      | 7       |
| Turčija  | 38      | 6       |
| Italija  | 23      | –       |
| Total    | 104     | 13      |

## Kvalifikacije
Za nastop na prvenstvu se je skupaj potegovalo 53 ekip za 23 mest na turnirju. Francija, kot gostitelj je imela mesto na prvenstvu že zagotovljeno. Gibraltar je prvič tekmoval v kvalifikacijah za evropsko prvenstvo.
Vseh 53 državnih reprezentanc je bilo razdeljenih v osem skupin po šest ekip in eno skupino po pet ekip. Zmagovalci skupin in drugouvrščeni ter najboljša tretja ekipa, so si zagotovile neposredno uvrstitev na turnir. Ostalih osem tretjouvrščenih ekip pa je tekmovalo v dodatnih kvalifikacijah, v dveh tekmah (ena odigrana doma in ena v gosteh), kjer so se le štiri oziroma zmagovalci uvrstili na prvenstvo.

### Kvalificirane ekipe
Skupno se je 13 od 16 ekip (vključno z gostiteljico Francijo), ki so tekmovale na Euro 2012, ponovno uvrstile na tekmovanje 2016.
Romunija, Turčija, Avstrija in Švica so se vrnile, potem ko so manjkale leta 2012. Belgija se je vrnila po letu 2000, ko je tudi bila sogostiteljica prvenstva, Madžarska pa po 44 letih, nazadnje je na prvenstvu nastopila leta 1972 in 30 let po svetovnem prvenstvu v nogometu, leta 1986.
Pet ekip se je na evropsko prvenstvo uvrstilo prvič: Albanija, Islandija, Severna Irska, Slovaška in Wales. Severna Irska, Slovaška in Wales so že tekmovali na svetovnem nogometnem prvenstvu, medtem ko Albanija in Islandija v svoji zgodovini nista nikoli sodelovali na glavnih turnirjih. Prvič sta se preko kvalifikacij uvrstili tudi Avstrija in Ukrajina, doslej sta bili uvrščeni neposredno kot gostiteljici prvenstva.
Škotska se kot edina ekipa iz britanskega otočja ni uvrstila na turnir. Prvak 2004 Grčija in zmagovalka 1988 Nizozemska ter zmagovalka 1992 Danska se prav tako niso uvrstili na to prvenstvu.
| Ekipa         | Kvalificirani                    | Prejšnji nastopi na prvenstvu (leto)                                  |
| ------------- | -------------------------------- | --------------------------------------------------------------------- |
| Albanija      | Skupina I drugouvrščeni          | 0 (debitant)                                                          |
| Avstrija      | Skupina G zmagovalec             | 1 (2008)                                                              |
| Belgija       | Skupina B zmagovalec             | 4 (1972, 1980, 1984, 2000)                                            |
| Hrvaška       | Skupina H drugouvrščeni          | 4 (1996, 2004, 2008, 2012)                                            |
| Češka         | Skupina A zmagovalec             | 5 (1996, 2000, 2004, 2008, 2012)                                      |
| Anglija       | Skupina E zmagovalec             | 8 (1968, 1980, 1988, 1992, 1996, 2000, 2004, 2012)                    |
| Francija      | Gostiteljica                     | 8 (1960, 1984, 1992, 1996, 2000, 2004, 2008, 2012)                    |
| Nemčija       | Skupina D zmagovalec             | 11 (1972, 1976, 1980, 1984, 1988, 1992, 1996, 2000, 2004, 2008, 2012) |
| Madžarska     | Dodatne kvalifikacije zmagovalec | 2 (1964, 1972)                                                        |
| Islandija     | Skupina A drugouvrščeni          | 0 (debitant)                                                          |
| Italija       | Skupina H zmagovalec             | 8 (1968, 1980, 1988, 1996, 2000, 2004, 2008, 2012)                    |
| Severna Irska | Skupina F zmagovalec             | 0 (debitant)                                                          |
| Poljska       | Skupina D drugouvrščeni          | 2 (2008, 2012)                                                        |
| Portugalska   | Skupina I zmagovalec             | 6 (1984, 1996, 2000, 2004, 2008, 2012)                                |
| Irska         | Dodatne kvalifikacije zmagovalec | 2 (1988, 2012)                                                        |
| Romunija      | Skupina F drugouvrščeni          | 4 (1984, 1996, 2000, 2008)                                            |
| Rusija        | Skupina G drugouvrščeni          | 4 (1996, 2004, 2008, 2012)                                            |
| Slovaška      | Skupina C drugouvrščeni          | 0 (debitant)                                                          |
| Španija       | Skupina C zmagovalec             | 9 (1964, 1980, 1984, 1988, 1996, 2000, 2004, 2008, 2012)              |
| Švedska       | Dodatne kvalifikacije zmagovalec | 5 (1992, 2000, 2004, 2008, 2012)                                      |
| Švica         | Skupina E drugouvrščeni          | 3 (1996, 2004, 2008)                                                  |
| Turčija       | Najboljša tretjeuvrščena ekipa   | 3 (1996, 2000, 2008)                                                  |
| Ukrajina      | Dodatne kvalifikacije zmagovalec | 1 (2012)                                                              |
| Wales         | Skupina B drugouvrščeni          | 0 (debitant)                                                          |

### Žreb skupin
Žreb skupin je bil opravljen 12. decembra 2015, ob 18:00 v Palais des Congrés de la Porte Maillot v Parizu. 24 kvalificiranih reprezentanc je bilo izžrebanih v šest skupin po štiri ekipe, gostiteljica Francija je bila neposredno postavljena na položaj A1. Preostale ekipe so bile razvrščene v štiri jakostne skupine po pet (1) ali šest ekip (2, 3 in 4). Španija kot branilka naslova je neposredno postavljena v 1. jakostno skupino, ostalih 22 ekip pa so razvrščeni v skladu z UEFA koeficientom reprezentanc, ki so bile objavljene po koncu kvalifikacij skupin, 14. oktobra 2015.
| Ekipa       | Koef.  | Poz. |
| ----------- | ------ | ---- |
| Francija    | 33,599 | 8    |
| Španija     | 37,962 | 2    |
| Nemčija     | 40,236 | 1    |
| Anglija     | 35,963 | 3    |
| Portugalska | 35,138 | 4    |
| Belgija     | 34,442 | 5    |

| Ekipa    | Koef.  | Poz. |
| -------- | ------ | ---- |
| Italija  | 34,345 | 6    |
| Rusija   | 31,345 | 9    |
| Švica    | 31,254 | 10   |
| Avstrija | 30,932 | 11   |
| Hrvaška  | 30,642 | 12   |
| Ukrajina | 30,313 | 14   |

| Ekipa     | Koef.  | Poz. |
| --------- | ------ | ---- |
| Češka     | 29,403 | 15   |
| Švedska   | 29,028 | 16   |
| Poljska   | 28,306 | 17   |
| Romunija  | 28,038 | 18   |
| Slovaška  | 27,171 | 19   |
| Madžarska | 27,142 | 20   |

| Ekipa         | Koef.  | Poz. |
| ------------- | ------ | ---- |
| Turčija       | 27,033 | 22   |
| Irska         | 26,902 | 23   |
| Islandija     | 25,388 | 27   |
| Wales         | 24,531 | 28   |
| Albanija      | 23,216 | 31   |
| Severna Irska | 22,961 | 33   |

Rezultati žreba skupin:
| Poz. | Ekipa    |
| ---- | -------- |
| A1   | Francija |
| A2   | Romunija |
| A3   | Albanija |
| A4   | Švica    |

| Poz. | Ekipa    |
| ---- | -------- |
| B1   | Anglija  |
| B2   | Rusija   |
| B3   | Wales    |
| B4   | Slovaška |

| Poz. | Ekipa         |
| ---- | ------------- |
| C1   | Nemčija       |
| C2   | Ukrajina      |
| C3   | Poljska       |
| C4   | Severna Irska |

| Poz. | Ekipa   |
| ---- | ------- |
| D1   | Španija |
| D2   | Češka   |
| D3   | Turčija |
| D4   | Hrvaška |

| Poz. | Ekipa   |
| ---- | ------- |
| E1   | Belgija |
| E2   | Italija |
| E3   | Irska   |
| E4   | Švedska |

| Poz. | Ekipa       |
| ---- | ----------- |
| F1   | Portugalska |
| F2   | Islandija   |
| F3   | Avstrija    |
| F4   | Madžarska   |

## Prizorišča
Prvotno naj bi tekmovanje potekalo na 12 različnih stadionih, ki so bili predstavljeni 28. maja 2010. Kasneje so se odločili, da bo tekmovanje potekalo na 10 stadionih. Izpustili so Stade de la Beaujoire v Nantesu in Stade de la Mosson v Montpellierju.
| Saint-Denis                                 | Marseille | Lyon | Lille                                       |
| ------------------------------------------- | --- | --- | ------------------------------------------- |
| Stade de France                             | Stade Vélodrome | Parc Olympique Lyonnais                                                                                              | Stade Pierre-Mauroy                         |
| 48°55′28″N 2°21′36″E / 48.92444°N 2.36000°E | 43°16′11″N 5°23′45″E / 43.26972°N 5.39583°E                                                                          | 45°45′56″N 4°58′52″E / 45.76556°N 4.98111°E                                                                          | 50°36′43″N 3°07′50″E / 50.61194°N 3.13056°E |
| Kapaciteta: 81.338                          | Kapaciteta: 67.394                                                                                                   | Kapaciteta: 59.286 (nov stadion)                                                                                     | Kapaciteta: 50.186 (nov stadion)            |
|                                             | | |                                             |
| Paris                                       | Saint-DenisParisLensLyonBordeauxLilleSaint-ÉtienneToulouseMarseilleNicaEvropsko prvenstvo v nogometu 2016 (Francija) | Saint-DenisParisLensLyonBordeauxLilleSaint-ÉtienneToulouseMarseilleNicaEvropsko prvenstvo v nogometu 2016 (Francija) | Bordeaux                                    |
| Parc des Princes                            | Saint-DenisParisLensLyonBordeauxLilleSaint-ÉtienneToulouseMarseilleNicaEvropsko prvenstvo v nogometu 2016 (Francija) | Saint-DenisParisLensLyonBordeauxLilleSaint-ÉtienneToulouseMarseilleNicaEvropsko prvenstvo v nogometu 2016 (Francija) | Matmut Atlantique                           |
| 48°50′29″N 2°15′11″E / 48.84139°N 2.25306°E | Saint-DenisParisLensLyonBordeauxLilleSaint-ÉtienneToulouseMarseilleNicaEvropsko prvenstvo v nogometu 2016 (Francija) | Saint-DenisParisLensLyonBordeauxLilleSaint-ÉtienneToulouseMarseilleNicaEvropsko prvenstvo v nogometu 2016 (Francija) | 44°53′50″N 0°33′43″W / 44.89722°N 0.56194°W |
| Kapaciteta: 48.712                          | Saint-DenisParisLensLyonBordeauxLilleSaint-ÉtienneToulouseMarseilleNicaEvropsko prvenstvo v nogometu 2016 (Francija) | Saint-DenisParisLensLyonBordeauxLilleSaint-ÉtienneToulouseMarseilleNicaEvropsko prvenstvo v nogometu 2016 (Francija) | Kapaciteta: 42.115 (nov stadion)            |
|                                             | Saint-DenisParisLensLyonBordeauxLilleSaint-ÉtienneToulouseMarseilleNicaEvropsko prvenstvo v nogometu 2016 (Francija) | Saint-DenisParisLensLyonBordeauxLilleSaint-ÉtienneToulouseMarseilleNicaEvropsko prvenstvo v nogometu 2016 (Francija) |                                             |
| Saint-Étienne                               | Nica | Lens | Toulouse                                    |
| 45°27′39″N 4°23′24″E / 45.46083°N 4.39000°E | 43°42′25″N 7°11′40″E / 43.70694°N 7.19444°E                                                                          | 50°25′58.26″N 2°48′53.47″E / 50.4328500°N 2.8148528°E                                                                | 43°34′59″N 1°26′3″E / 43.58306°N 1.43417°E  |
| Stade Geoffroy-Guichard                     | Allianz Riviera | Stade Bollaert-Delelis                                                                                               | Stadium Municipal                           |
| Kapaciteta: 41.965                          | Kapaciteta: 35.624 (nov stadion)                                                                                     | Kapaciteta: 38.223                                                                                                   | Kapaciteta: 33.150                          |
|                                             | | |                                             |

## Sodniki
UEFA je 15. decembra 2015 imenovala 18 sodnikov za evropsko prvenstvo 2016. Končne sodniške ekipe so bile objavljene 1. marca 2016.
| Država     | Sodnik                  | Pomočniki                                                                           | Dodatni pomočniki                         | Tekme | Rumeni karton | Dva rumena kartona | Rdeči karton |
| ---------- | ----------------------- | ----------------------------------------------------------------------------------- | ----------------------------------------- | --- | ------------- | ------------------ | ------------ |
| Anglija    | Martin Atkinson         | Michael Mullarkey Stephen Child Gary Beswick (rezerva)                              | Michael Oliver Craig Pawson               | Nemčija–Ukrajina (Skupina C) Madžsrska–Portugalska (Skupina F) Wales–Severna Irska (Osmina finala)                      | 9             | 0                  | 0            |
| Nemčija    | Felix Brych             | Mark Borsch Stefan Lupp Marco Achmüller (rezerva)                                   | [Bastian Dankert Marco Fritz              | Anglija–Wales (Skupina B) Švedska–Belgija (Skupina E) Poljska–Portugalska (Četrtfinale)                                 | 10            | 0                  | 0            |
| Turčija    | Cüneyt Çakır            | Bahattin Duran Tarık Ongun Mustafa Emre Eyisoy (rezerva)                            | Hüseyin Göçek Barış Şimşek                | Portugalska-Islandija (Skupina F) Belgija–Irska (Skupina E) Italija–Španija (Osmina finala)                             | 10            | 0                  | 0            |
| Anglija    | Mark Clattenburg        | Simon Beck Jake Collin Stuart Burt (rezerva)                                        | Anthony Taylor Andre Marriner             | Belgija–Italija (Skupina E) Češka–Hrvaška (Skupina D) Švica–Poljska (Osmina finala) Portugalska–Francija (Finale)       | 23            | 0                  | 0            |
| Škotska    | Willie Collum           | Damien MacGraith Francis Connor Douglas Ross (rezerva)                              | Bobby Madden John Beaton                  | Francija–Albanija (Skupina A) Češka–Turčija (Skupina D)                                                                 | 8             | 0                  | 0            |
| Švedska    | Jonas Eriksson          | Mathias Klasenius Daniel Wärnmark Mehmet Culum (rezerva)                            | Stefan Johannesson Markus Strömbergsson   | Turčija–Hrvaška (Skupina D) Rusija–Wales (Skupina B) Portugalska–Wales (Polfinale)                                      | 11            | 0                  | 0            |
| Romunija   | Ovidiu Hațegan          | Octavian Şovre Sebastian Gheorghe Radu Ghinguleac (rezerva)                         | Alexandru Tudor Sebastian Colţescu        | Poljska–Severna Irska (Skupina C) Italija–Irska (Skupina E)                                                             | 9             | 0                  | 0            |
| Rusija     | Sergei Karasev          | Anton Averyanov Tikhon Kalugin Nikolai Golubev                                      | Sergey Lapochkin Sergey Ivanov            | Romunija–Švica (Skupina A) Islandija–Madžarska (Skupina F)                                                              | 12            | 0                  | 0            |
| Madžarska  | Viktor Kassai           | György Ring Vencel Tóth István Albert (rezerva)                                     | Tamás Bognár]] Ádám Farkas                | Francija–Romunija (Skupina A) Italija–Švedska (Skupina E) Nemčija–Italija (Četrfinale)                                  | 14            | 0                  | 0            |
| Češka      | Pavel Královec          | Roman Slyško Martin Wilczek Tomas Mokrusch (rezerva)                                | Peter Ardeleanu Michal Patak              | Ukrajina–Severna Irska (Skupina C) Romunija–Albanija (Skupina A)                                                        | 11            | 0                  | 0            |
| Nizozemska | Björn Kuipers           | Sander van Roekel Erwin Zeinstra Mario Diks (rezerva)                               | Pol van Boekel Richard Liesveld           | Nemčija–Poljska (Skupina C) Hrvaška–Španija (Skupina D) Francija–Islandija (Četrtfinale)                                | 12            | 0                  | 0            |
| Poljska    | Szymon Marciniak        | Paweł Sokolnicki Tomasz Listkiewicz Radosław Siejka (rezerva)                       | Paweł Raczkowski Tomasz Musiał            | Španija–Češka (Skupina D) Islandija–Avstrija (Skupina F) Nemčija–Slovaška (Osmina finala)                               | 10            | 0                  | 0            |
| Srbija     | Milorad Mažić           | Milovan Ristić Dalibor Đurđević Nemanja Petrović (rezerva)                          | Danilo Grujić Nenad Đokić                 | Irska–Švedska (Skupina E) Španija–Turčija (Skupina D) Madžarska–Belgija (Osmina finala)                                 | 13            | 0                  | 0            |
| Norveška   | Svein Oddvar Moen       | Kim Thomas Haglund Frank Andås Sven Erik Midthjell (rezerva)                        | Ken Henry Johnsen Svein-Erik Edvartsen    | Wales–Slovaška (Skupina B) Ukrajina–Poljska (Skupina C)                                                                 | 8             | 0                  | 0            |
| Italija    | Nicola Rizzoli          | Elenito Di Liberatore Mauro Tonolini Gianluca Cariolato (rezerva)                   | Luca Banti Antonio Damato Daniele Orsato  | Anglija–Rusija (Skupina B) Portugalska–Avstrija (Skupina F) Francija–Irska (Osmina finala) Nemčija–Francija (Polfinale) | 19            | 0                  | 1            |
| Slovenija  | Damir Skomina           | Jure Praprotnik Robert Vukan Bojan Ul (rezerva)                                     | Matej Jug Slavko Vinčić                   | Rusija–Slovaška (Skupina B) Švica–Francija (skupina A) Anglija–Islandija (Osmina finala) Wales–Belgija (Četrtfinale)    | 12            | 0                  | 0            |
| Francija   | Clément Turpin          | Frédéric Cano Nicolas Danos Cyril Gringore (rezerva)                                | Benoît Bastien Fredy Fautrel              | Avstrija–Madžarska (Skupina F) Severna Irska–Nemčija (Skupina C)                                                        | 3             | 1                  | 0            |
| Španija    | Carlos Velasco Carballo | Roberto Alonso Fernández Juan Carlos Yuste Jiménez Raúl Cabañero Martínez (rezerva) | Jesús Gil Manzano Carlos del Cerro Grande | Albanija–Švica (Skupina A) Slovaška–Anglija (Skuina B) Hrvaška–Portugalska (Osmina finala)                              | 10            | 1                  | 0            |

Prav tako so bili imenovani dva dodatna sodnika, ki bosta imela vlogo le četrtega sodnika in dva rezervna pomočnika sodnika.
| Država     | Četrti sodnik           |
| ---------- | ----------------------- |
| Belorusija | Aleksei Kulbakov        |
| Grčija     | Anastasios Sidiropoulos |

| Država     | Rezervni pomočniki sodniki |
| ---------- | -------------------------- |
| Belorusija | Vitali Maliutsin           |
| Grčija     | Damianos Efthymiadis       |

## Skupinski del
| Zmagovalec Drugouvrščeni | Polfinale Četrtfinale | Osmina finala Skupinski del |

UEFA je objavila razpored tekmovanja 25. aprila 2014, potrjen pa je bil 12. decembra 2015, po žrebu skupin. Vse tekme se igrajo po srednjeevropskem poletnem času (angl. CEST), (UTC+02:00).
Zmagovalci skupin, drugouvrščeni in najboljše štiri tretjeuvrščene ekipe napreduje v osmino finala.

### Kriteriji
Glede na uradna pravila tekmovanja, se za razvrstitev ekip z enakim številom točk v skupini uporabijo naslednja merila:
1. Število doseženih točk v medsebojnih srečanjih;
2. Razlika med danimi in prejetimi goli na medsebojnih srečanjih;
3. Število doseženih golov na medsebojnih tekmah;
4. Če je po uporabi meril od 1 do 3 še vedno enaka razvrstitev, se uporabijo še merila od 5 do 9 (če se merila uporabljajo za tri ekipe);
5. Razlika med danimi in prejetimi goli na vseh tekmah v skupini;
6. Doseženi goli na vseh tekmah v skupini;
7. Če imata samo dve ekipi enako število točk in so upoštevana merila od 1 do 6, se lahko v zadnjem krogu skupinskega dela njihova razvrstitev določi z izvajanjem enajstmetrovk (to merilo se ne uporablja, če ima več kot dve ekipi enako število točk);
8. Športno igranje v skupinskem tekmovanju (1 točka za en rumeni karton, 3 točke za en rdeči karton, ki je posledica dveh rumenih kartonov, 3 točke za neposredni rumeni karton, 4 točke za rumeni karton, ki mu sledi neposredni rdeči karton);
9. Položaj ekipe na UEFA koeficient lestvici.

Pri razvrstitvi štirih najbolje tretjeuvrščenih ekip se uporabijo naslednja merila:
1. Število doseženih točk;
2. Razlika med danimi in prejetimi goli;
3. Število doseženih golov
4. Športno igranje
5. Položaj ekipe na UEFA koeficient lestvici.

### Skupina A
| POZ | Ekipa    | OT | Z | R | P | DG | PG | GR | Točke | Opombe                    |
| --- | -------- | -- | - | - | - | -- | -- | -- | ----- | ------------------------- |
| 1   | Francija | 3  | 2 | 1 | 0 | 4  | 1  | +3 | 7     | Uvrstitev v osmino finala |
| 2   | Švica    | 3  | 1 | 2 | 0 | 2  | 1  | +1 | 5     | Uvrstitev v osmino finala |
| 3   | Albanija | 3  | 1 | 0 | 2 | 1  | 3  | –2 | 3     |                           |
| 4   | Romunija | 3  | 0 | 1 | 2 | 2  | 4  | –2 | 1     |                           |

| 10. junij 2016 21:00 | Francija             | 2 – 1                    | Romunija        | Stadion: Stade de France, Saint-Denis Gledalcev: 75.113 Sodnik: Victor Kassai |
| 10. junij 2016 21:00 | Giroud 57' Payet 89' | Poročilo UEFA (angleško) | Stancu 65' (ks) | Stadion: Stade de France, Saint-Denis Gledalcev: 75.113 Sodnik: Victor Kassai |

| 11. junij 2016 15:00 | Albanija | 0 – 1                    | Švica    | Stadion: Stade Bollaert-Delelis, Lens Gledalcev: 33.805 Sodnik: Carlos Velasco Carballo |
| 11. junij 2016 15:00 |          | Poročilo UEFA (angleško) | Schär 5' | Stadion: Stade Bollaert-Delelis, Lens Gledalcev: 33.805 Sodnik: Carlos Velasco Carballo |

| 15. junij 2016 18:00 | Romunija        | 1 – 1                    | Švica       | Stadion: Parc des Princes, Paris Gledalcev: 43.576 Sodnik: Sergei Karasev |
| 15. junij 2016 18:00 | Stancu 18' (ks) | Poročilo UEFA (angleško) | Mehmedi 57' | Stadion: Parc des Princes, Paris Gledalcev: 43.576 Sodnik: Sergei Karasev |

| 15. junij 2016 21:00 | Francija                  | 2 – 0                    | Albanija | Stadion: Stade Vélodrome, Marseille Gledalcev: 63.670 Sodnik: Willie Collum |
| 15. junij 2016 21:00 | Griezmann 90' Payet 90+6' | Poročilo UEFA (angleško) |          | Stadion: Stade Vélodrome, Marseille Gledalcev: 63.670 Sodnik: Willie Collum |

| 19. junij 2016 21:00 | Romunija | 0 – 1                    | Albanija   | Stadion: Parc Olympique Lyonnais, Lyon Gledalcev: 49.752 Sodnik: Pavel Královec |
| 19. junij 2016 21:00 |          | Poročilo UEFA (angleško) | Sadiku 43' | Stadion: Parc Olympique Lyonnais, Lyon Gledalcev: 49.752 Sodnik: Pavel Královec |

| 19. junij 2016 21:00 | Švica                    | 0 – 0 | Francija | Stadion: Stade Pierre-Mauroy, Lille Gledalcev: 45.616 Sodnik: Damir Skomina |
| 19. junij 2016 21:00 | Poročilo UEFA (angleško) |       |          | Stadion: Stade Pierre-Mauroy, Lille Gledalcev: 45.616 Sodnik: Damir Skomina |

### Skupina B
| POZ | Ekipa    | OT | Z | R | P | DG | PG | GR | Točke | Opombe                    |
| --- | -------- | -- | - | - | - | -- | -- | -- | ----- | ------------------------- |
| 1   | Wales    | 3  | 2 | 0 | 1 | 6  | 3  | +3 | 6     | Uvrstitev v osmino finala |
| 2   | Anglija  | 3  | 1 | 2 | 0 | 3  | 2  | +1 | 5     | Uvrstitev v osmino finala |
| 3   | Slovaška | 3  | 1 | 1 | 1 | 3  | 3  | 0  | 4     | Uvrstitev v osmino finala |
| 4   | Rusija   | 3  | 0 | 1 | 2 | 2  | 6  | –4 | 1     |                           |

| 11. junij 2016 18:00 | Wales                    | 2 – 1                    | Slovaška | Stadion: Nouveau Stade de Bordeaux, Bordeaux Gledalcev: 37.831 Sodnik: Svein Oddvar Moen |
| 11. junij 2016 18:00 | Bale 10' Robson-Kanu 81' | Poročilo UEFA (angleško) | Duda 61' | Stadion: Nouveau Stade de Bordeaux, Bordeaux Gledalcev: 37.831 Sodnik: Svein Oddvar Moen |

| 11. junij 2016 21:00 | Anglija  | 1 – 1                    | Rusija             | Stadion: Stade Vélodrome, Marseille Gledalcev: 62.343 Sodnik: Nicola Rizzoli |
| 11. junij 2016 21:00 | Dier 73' | Poročilo UEFA (angleško) | V. Berezucki 90+2' | Stadion: Stade Vélodrome, Marseille Gledalcev: 62.343 Sodnik: Nicola Rizzoli |

| 15. junij 2016 15:00 | Rusija       | 1 – 2                    | Slovaška             | Stadion: Stade Pierre-Mauroy, Lille Gledalcev: 38.989 Sodnik: Damir Skomina |
| 15. junij 2016 15:00 | Glušakov 80' | Poročilo UEFA (angleško) | Weiss 32' Hamšik 45' | Stadion: Stade Pierre-Mauroy, Lille Gledalcev: 38.989 Sodnik: Damir Skomina |

| 16. junij 2016 15:00 | Anglija                   | 2 – 1                    | Wales    | Stadion: Stade Bollaert-Delelis, Lens Gledalcev: 34.033 Sodnik: Felix Brych |
| 16. junij 2016 15:00 | Vardy 56' Sturridge 90+2' | Poročilo UEFA (angleško) | Bale 42' | Stadion: Stade Bollaert-Delelis, Lens Gledalcev: 34.033 Sodnik: Felix Brych |

| 20. junij 2016 21:00 | Rusija | 0 – 3                    | Wales                          | Stadion: Stadium Municipal, Toulouse Gledalcev: 28.840 Sodnik: Jonas Eriksson |
| 20. junij 2016 21:00 |        | Poročilo UEFA (angleško) | Ramsey 11' Taylor 20' Bale 67' | Stadion: Stadium Municipal, Toulouse Gledalcev: 28.840 Sodnik: Jonas Eriksson |

| 20. junij 2016 21:00 | Slovaška                 | 0 – 0 | Anglija | Stadion: Stade Geoffroy-Guichard, Saint-Étienne Gledalcev: 39.051 Sodnik: Carlos Velasco Carballo |
| 20. junij 2016 21:00 | Poročilo UEFA (angleško) |       |         | Stadion: Stade Geoffroy-Guichard, Saint-Étienne Gledalcev: 39.051 Sodnik: Carlos Velasco Carballo |

### Skupina C
| POZ | Ekipa         | OT | Z | R | P | DG | PG | GR | Točke | Opombe                    |
| --- | ------------- | -- | - | - | - | -- | -- | -- | ----- | ------------------------- |
| 1   | Nemčija       | 3  | 2 | 1 | 0 | 3  | 0  | +3 | 7     | Uvrstitev v osmino finala |
| 2   | Poljska       | 3  | 2 | 1 | 0 | 2  | 0  | +1 | 7     | Uvrstitev v osmino finala |
| 3   | Severna Irska | 3  | 1 | 0 | 2 | 2  | 2  | 0  | 3     | Uvrstitev v osmino finala |
| 4   | Ukrajina      | 3  | 0 | 0 | 3 | 0  | 5  | –5 | 0     |                           |

| 12. junij 2016 18:00 | Poljska   | 1 – 0                    | Severna Irska | Stadion: Alloanz Riviera, Nica Gledalcev: 33.742 Sodnik: Ovidiu Hațegan |
| 12. junij 2016 18:00 | Milik 51' | Poročilo UEFA (angleško) |               | Stadion: Alloanz Riviera, Nica Gledalcev: 33.742 Sodnik: Ovidiu Hațegan |

| 12. junij 2016 21:00 | Nemčija                          | 2 – 0                    | Ukrajina | Stadion: Stade Pierre-Mauroy, Lille Gledalcev: 43.035 Sodnik: Martin Atkinson |
| 12. junij 2016 21:00 | Mustafi 19' Schweinsteiger 90+2' | Poročilo UEFA (angleško) |          | Stadion: Stade Pierre-Mauroy, Lille Gledalcev: 43.035 Sodnik: Martin Atkinson |

| 16. junij 2016 18:00 | Ukrajina | 0 – 2                    | Severna Irska            | Stadion: Parc Olympique Lyonnais, Lyon Gledalcev: 51.043 Sodnik: Pavel Královec |
| 16. junij 2016 18:00 |          | Poročilo UEFA (angleško) | McAuley 49' McGinn 90+6' | Stadion: Parc Olympique Lyonnais, Lyon Gledalcev: 51.043 Sodnik: Pavel Královec |

| 16. junij 2016 21:00 | Nemčija                  | 0 – 0 | Poljska | Stadion: Stade de France, Saint-Denis Gledalcev: 73.648 Sodnik: Björn Kuipers |
| 16. junij 2016 21:00 | Poročilo UEFA (angleško) |       |         | Stadion: Stade de France, Saint-Denis Gledalcev: 73.648 Sodnik: Björn Kuipers |

| 21. junij 2016 18:00 | Ukrajina | 0 – 1                    | Poljska            | Stadion: Stade Véledrome, Marseille Gledalcev: 58.874 Sodnik: Svein Oddvar Moen |
| 21. junij 2016 18:00 |          | Poročilo UEFA (angleško) | Błaszczykowski 54' | Stadion: Stade Véledrome, Marseille Gledalcev: 58.874 Sodnik: Svein Oddvar Moen |

| 21. junij 2016 18:00 | Severna Irska | 0 – 1                    | Nemčija   | Stadion: Parc des Princes, Paris Gledalcev: 44.125 Sodnik: Clément Turpin |
| 21. junij 2016 18:00 |               | Poročilo UEFA (angleško) | Gómez 30' | Stadion: Parc des Princes, Paris Gledalcev: 44.125 Sodnik: Clément Turpin |

### Skupina D
| POZ | Ekipa   | OT | Z | R | P | DG | PG | GR | Točke | Opombe                    |
| --- | ------- | -- | - | - | - | -- | -- | -- | ----- | ------------------------- |
| 2   | Hrvaška | 3  | 2 | 1 | 0 | 5  | 3  | +2 | 7     | Uvrstitev v osmino finala |
| 1   | Španija | 6  | 3 | 2 | 0 | 1  | 5  | 2  | +3    | Uvrstitev v osmino finala |
| 3   | Turčija | 3  | 1 | 0 | 2 | 2  | 4  | –2 | 3     |                           |
| 4   | Češka   | 3  | 0 | 1 | 2 | 2  | 5  | –3 | 1     |                           |

| 12. junij 2016 15:00 | Turčija | 0 – 1                    | Hrvaška    | Stadion: Parc des Prines, Paris Gledalcev: 43.842 Sodnik: Jonas Eriksson |
| 12. junij 2016 15:00 |         | Poročilo UEFA (angleško) | Modrić 41' | Stadion: Parc des Prines, Paris Gledalcev: 43.842 Sodnik: Jonas Eriksson |

| 13. junij 2016 15:00 | Španija   | 1 – 0                    | Češka | Stadion: Stadium Municipal, Toulouse Gledalcev: 29.400 Sodnik: Szymon Marciniak |
| 13. junij 2016 15:00 | Piqué 87' | Poročilo UEFA (angleško) |       | Stadion: Stadium Municipal, Toulouse Gledalcev: 29.400 Sodnik: Szymon Marciniak |

| 17. junij 2016 18:00 | Češka                      | 2 – 2                    | Hrvaška                 | Stadion: Stade Geoffroy-Guichard, Saint-Étienne Gledalcev: 38.376 Sodnik: Mark Clattenburg |
| 17. junij 2016 18:00 | Škoda 76' Necid 90+3' (ks) | Poročilo UEFA (angleško) | Perišić 37' Rakitić 59' | Stadion: Stade Geoffroy-Guichard, Saint-Étienne Gledalcev: 38.376 Sodnik: Mark Clattenburg |

| 17. junij 2016 21:00 | Španija                    | 3 – 0                    | Turčija | Stadion: Allianz Riviera, Nica Gledalcev: 33.409 Sodnik: Milorad Mažić |
| 17. junij 2016 21:00 | Morata 34', 48' Nolito 37' | Poročilo UEFA (angleško) |         | Stadion: Allianz Riviera, Nica Gledalcev: 33.409 Sodnik: Milorad Mažić |

| 21. junij 2016 21:00 | Češka | 0 – 2                    | Turčija              | Stadion: Stade Bollaert-Delelis, Lens Gledalcev: 32.836 Sodnik: Willie Collum |
| 21. junij 2016 21:00 |       | Poročilo UEFA (angleško) | Yılmaz 10' Tufan 65' | Stadion: Stade Bollaert-Delelis, Lens Gledalcev: 32.836 Sodnik: Willie Collum |

| 21. junij 2016 21:00 | Hrvaška                   | 2 – 1                    | Španija   | Stadion: Nouveau Stade de Bordeaux, Bordeaux Gledalcev: 37.245 Sodnik: Björn Kuipers |
| 21. junij 2016 21:00 | N.Kalinić 45' Perišić 87' | Poročilo UEFA (angleško) | Morata 7' | Stadion: Nouveau Stade de Bordeaux, Bordeaux Gledalcev: 37.245 Sodnik: Björn Kuipers |

### Skupina E
| POZ | Ekipa   | OT | Z | R | P | DG | PG | GR | Točke | Opombe                    |
| --- | ------- | -- | - | - | - | -- | -- | -- | ----- | ------------------------- |
| 1   | Italija | 2  | 2 | 0 | 1 | 3  | 1  | +2 | 6     | Uvrstitev v osmino finala |
| 2   | Belgija | 3  | 2 | 0 | 1 | 4  | 2  | +2 | 6     | Uvrstitev v osmino finala |
| 3   | Irska   | 3  | 1 | 1 | 1 | 2  | 4  | –2 | 4     | Uvrstitev v osmino finala |
| 4   | Švedska | 3  | 0 | 1 | 2 | 1  | 3  | –2 | 1     |                           |

| 13. junij 2016 18:00 | Irska        | 1 – 1                    | Švedska        | Stadion: Stade de France, Saint-Denis Gledalcev: 73.419 Sodnik: Milorad Mazić |
| 13. junij 2016 18:00 | Hoolahan 48' | Poročilo UEFA (angleško) | Clark 71' (ag) | Stadion: Stade de France, Saint-Denis Gledalcev: 73.419 Sodnik: Milorad Mazić |

| 13. junij 2016 21:00 | Belgija | 0 – 2                    | Italija                     | Stadion: Parc Olympique Lyonnais, Lyon Gledalcev: 55.408 Sodnik: Mark Clattenburg |
| 13. junij 2016 21:00 |         | Poročilo UEFA (angleško) | Giaccherini 32' Pellè 90+3' | Stadion: Parc Olympique Lyonnais, Lyon Gledalcev: 55.408 Sodnik: Mark Clattenburg |

| 17. junij 2016 15:00 | Italija  | 1 – 0                    | Švedska | Stadion: Stadium Municipal, Toulouse Gledalcev: 29.600 Sodnik: Viktor Kassai |
| 17. junij 2016 15:00 | Éder 88' | Poročilo UEFA (angleško) |         | Stadion: Stadium Municipal, Toulouse Gledalcev: 29.600 Sodnik: Viktor Kassai |

| 18. junij 2016 15:00 | Belgija                       | 3 – 0                    | Irska | Stadion: Nouveau Stade de Bordeaux, Bordeaux Gledalcev: 33.439 Sodnik: Cüneyt Çakır |
| 18. junij 2016 15:00 | R. Lukaku 48', 70' Witsel 61' | Poročilo UEFA (angleško) |       | Stadion: Nouveau Stade de Bordeaux, Bordeaux Gledalcev: 33.439 Sodnik: Cüneyt Çakır |

| 22. junij 2016 21:00 | Italija | 0 – 1                    | Irska     | Stadion: Stade Pierre-Mauroy, Lille Gledalcev: 44.268 Sodnik: Ovidiu Hațegan |
| 22. junij 2016 21:00 |         | Poročilo UEFA (angleško) | Brady 85' | Stadion: Stade Pierre-Mauroy, Lille Gledalcev: 44.268 Sodnik: Ovidiu Hațegan |

| 22. junij 2016 21:00 | Švedska | 0 – 1                    | Belgija        | Stadion: Allianz Riviera, Nica Gledalcev: 34.011 Sodnik: Felix Brych |
| 22. junij 2016 21:00 |         | Poročilo UEFA (angleško) | Nainggolan 84' | Stadion: Allianz Riviera, Nica Gledalcev: 34.011 Sodnik: Felix Brych |

### Skupina F
| POZ | Ekipa       | OT | Z | R | P | DG | PG | GR | Točke | Opombe                    |
| --- | ----------- | -- | - | - | - | -- | -- | -- | ----- | ------------------------- |
| 1   | Madžarska   | 3  | 1 | 2 | 0 | 6  | 4  | +2 | 5     | Uvrstitev v osmino finala |
| 2   | Islandija   | 3  | 1 | 2 | 0 | 4  | 3  | +1 | 5     | Uvrstitev v osmino finala |
| 3   | Portugalska | 3  | 0 | 3 | 0 | 4  | 4  | 0  | 3     | Uvrstitev v osmino finala |
| 1   | Avstrija    | 3  | 0 | 1 | 2 | 1  | 4  | –3 | 1     |                           |

| 14. junij 2016 18:00 | Avstrija | 0 – 2                    | Madžarska             | Stadion: Nouveau Stade de Bordeaux, Bordeaux Gledalcev: 34.424 Sodnik: Clément Turpin |
| 14. junij 2016 18:00 |          | Poročilo UEFA (angleško) | Szalai 62' Steber 87' | Stadion: Nouveau Stade de Bordeaux, Bordeaux Gledalcev: 34.424 Sodnik: Clément Turpin |

| 14. junij 2016 21:00 | Portugalska | 1 – 1                    | Islandija        | Stadion: Stade Geoffroy-Guichard, Saint-Étienne Gledalcev: 38.742 Sodnik: Cüneyt Çakır |
| 14. junij 2016 21:00 | Nani 31'    | Poročilo UEFA (angleško) | B. Bjarnason 50' | Stadion: Stade Geoffroy-Guichard, Saint-Étienne Gledalcev: 38.742 Sodnik: Cüneyt Çakır |

| 18. junij 2016 18:00 | Islandija             | 1 – 1                    | Madžarska          | Stadion: Stade Véledrome, Marseille Gledalcev: 60.842 Sodnik: Sergei Karasev |
| 18. junij 2016 18:00 | G.Sigurðsson 40' (ks) | Poročilo UEFA (angleško) | Sævarsson 88' (ag) | Stadion: Stade Véledrome, Marseille Gledalcev: 60.842 Sodnik: Sergei Karasev |

| 18. junij 2016 21:00 | Portugalska              | 0 – 0 | Avstrija | Stadion: Parc des Princes, Paris Gledalcev: 44.291 Sodnik: Nicola Rizzoli |
| 18. junij 2016 21:00 | Poročilo UEFA (angleško) |       |          | Stadion: Parc des Princes, Paris Gledalcev: 44.291 Sodnik: Nicola Rizzoli |

| 22. junij 2016 18:00 | Islandija                       | 2 – 1                    | Avstrija   | Stadion: Stade de France, Saint-Denis Gledalcev: 68.714 Sodnik: Szymon Marciniak |
| 22. junij 2016 18:00 | Böðvarsson 18' Traustason 90+4' | Poročilo UEFA (angleško) | Schöpf 60' | Stadion: Stade de France, Saint-Denis Gledalcev: 68.714 Sodnik: Szymon Marciniak |

| 22. junij 2016 18:00 | Madžarska                   | 3 – 3                    | Portugalska               | Stadion: Parc Olympique Lyonnais, Lyon Gledalcev: 55.514 Sodnik: Martin Atkinson |
| 22. junij 2016 18:00 | Gera 19' Dzsudzsák 47', 55' | Poročilo UEFA (angleško) | Nani 42' Ronaldo 50', 62' | Stadion: Parc Olympique Lyonnais, Lyon Gledalcev: 55.514 Sodnik: Martin Atkinson |

### Položaj tretjeuvrščenih ekip
| POZ | Skupina | Ekipa         | OT | Z | R | P | DG | PG | GR | Točke | Opombe                    |
| --- | ------- | ------------- | -- | - | - | - | -- | -- | -- | ----- | ------------------------- |
| 1   | B       | Slovaška      | 3  | 1 | 1 | 1 | 3  | 3  | 0  | 4     | Uvrstitev v osmino finala |
| 2   | E       | Irska         | 3  | 1 | 1 | 1 | 2  | 4  | –2 | 4     | Uvrstitev v osmino finala |
| 3   | F       | Portugalska   | 3  | 0 | 3 | 0 | 4  | 4  | 0  | 3     | Uvrstitev v osmino finala |
| 4   | C       | Severna Irska | 3  | 1 | 0 | 2 | 2  | 2  | 0  | 3     | Uvrstitev v osmino finala |
| 5   | D       | Turčija       | 3  | 1 | 0 | 2 | 2  | 4  | –2 | 3     |                           |
| 6   | A       | Albanija      | 3  | 1 | 0 | 2 | 1  | 3  | –2 | 3     |                           |

## Izločilni del tekmovanja
V izločilnem delu se lahko uporabijo za odločitev o zmagovalcu tudi podaljški ali izvajanje enajstmetrovk.
Kot na vsakem UEFA Euro turnirju od leta 1984, se ne igra tekma za tretje mesto.
|  | Osmina finala             | Osmina finala          |                         |      | Četrtfinale | Četrtfinale |  |  | Polfinale | Polfinale |  |  | Finale | Finale |
|  |                           |                        |                         |      |             |             |  |  |           |           |  |  |        |        |
|  | 25. junij – Saint-Étienne |                        |                         |      |             |             |  |  |           |           |  |  |        |        |
|  |                           |                        |                         |      |             |             |  |  |           |           |  |  |        |        |
|  | Švica                     | 1(4)                   |                         |      |             |             |  |  |           |           |  |  |        |        |
|  | Švica                     | 1(4)                   | 30. junij – Marseille   |      |             |             |  |  |           |           |  |  |        |        |
|  | Poljska                   | 1(5)                   |                         |      |             |             |  |  |           |           |  |  |        |        |
|  | Poljska                   | 1(5)                   | Poljska                 | 1(3) |             |             |  |  |           |           |  |  |        |        |
|  | 25. junij – Lens          |                        | Poljska                 | 1(3) |             |             |  |  |           |           |  |  |        |        |
|  |                           | Portugalska            | 1(5)                    |      |             |             |  |  |           |           |  |  |        |        |
|  | Hrvaška                   | Portugalska            | 1(5)                    | 0    |             |             |  |  |           |           |  |  |        |        |
|  | Hrvaška                   |                        | 6. julij – Lyon         | 0    |             |             |  |  |           |           |  |  |        |        |
|  | Portugalska               | 1                      |                         |      |             |             |  |  |           |           |  |  |        |        |
|  | Portugalska               | 1                      | Portugalska             | 2    |             |             |  |  |           |           |  |  |        |        |
|  | 25. junij – Paris         |                        | Portugalska             | 2    |             |             |  |  |           |           |  |  |        |        |
|  |                           | Wales                  | 0                       |      |             |             |  |  |           |           |  |  |        |        |
|  | Wales                     | Wales                  | 0                       | 1    |             |             |  |  |           |           |  |  |        |        |
|  | Wales                     | 1. julij – Lille       |                         | 1    |             |             |  |  |           |           |  |  |        |        |
|  | Severna Irska             | 0                      |                         |      |             |             |  |  |           |           |  |  |        |        |
|  | Severna Irska             | 0                      | Wales                   | 3    |             |             |  |  |           |           |  |  |        |        |
|  | 26. junij – Toulouse      |                        | Wales                   | 3    |             |             |  |  |           |           |  |  |        |        |
|  |                           | Belgija                | 1                       |      |             |             |  |  |           |           |  |  |        |        |
|  | Madžarska                 | Belgija                | 1                       | 0    |             |             |  |  |           |           |  |  |        |        |
|  | Madžarska                 |                        | 10. julij – Saint-Denis | 0    |             |             |  |  |           |           |  |  |        |        |
|  | Belgija                   | 4                      |                         |      |             |             |  |  |           |           |  |  |        |        |
|  | Belgija                   | 4                      | Portugalska             | 1    |             |             |  |  |           |           |  |  |        |        |
|  | 26. junij – Lille         |                        | Portugalska             | 1    |             |             |  |  |           |           |  |  |        |        |
|  |                           | Francija               | 0                       |      |             |             |  |  |           |           |  |  |        |        |
|  | Nemčija                   | Francija               | 0                       | 3    |             |             |  |  |           |           |  |  |        |        |
|  | Nemčija                   | 2. julij – Bordeaux    |                         | 3    |             |             |  |  |           |           |  |  |        |        |
|  | Slovaška                  | 0                      |                         |      |             |             |  |  |           |           |  |  |        |        |
|  | Slovaška                  | 0                      | Nemčija                 | 1(6) |             |             |  |  |           |           |  |  |        |        |
|  | 27. junij – Saint-Denis   |                        | Nemčija                 | 1(6) |             |             |  |  |           |           |  |  |        |        |
|  |                           | Italija                | 1(5)                    |      |             |             |  |  |           |           |  |  |        |        |
|  | Italija                   | Italija                | 1(5)                    | 2    |             |             |  |  |           |           |  |  |        |        |
|  | Italija                   |                        | 7. julij – Marseille    | 2    |             |             |  |  |           |           |  |  |        |        |
|  | Španija                   | 0                      |                         |      |             |             |  |  |           |           |  |  |        |        |
|  | Španija                   | 0                      | Nemčija                 | 0    |             |             |  |  |           |           |  |  |        |        |
|  | 26. junij – Lyon          |                        | Nemčija                 | 0    |             |             |  |  |           |           |  |  |        |        |
|  |                           | Francija               | 2                       |      |             |             |  |  |           |           |  |  |        |        |
|  | Francija                  | Francija               | 2                       | 2    |             |             |  |  |           |           |  |  |        |        |
|  | Francija                  | 3. julij – Saint-Denis |                         | 2    |             |             |  |  |           |           |  |  |        |        |
|  | Irska                     | 1                      |                         |      |             |             |  |  |           |           |  |  |        |        |
|  | Irska                     | 1                      | Francija                | 5    |             |             |  |  |           |           |  |  |        |        |
|  | 27. junij – Nica          |                        | Francija                | 5    |             |             |  |  |           |           |  |  |        |        |
|  |                           | Islandija              | 2                       |      |             |             |  |  |           |           |  |  |        |        |
|  | Anglija                   | Islandija              | 2                       | 1    |             |             |  |  |           |           |  |  |        |        |
|  | Anglija                   |                        |                         | 1    |             |             |  |  |           |           |  |  |        |        |
|  | Islandija                 | 2                      |                         |      |             |             |  |  |           |           |  |  |        |        |
|  | Islandija                 | 2                      |                         |      |             |             |  |  |           |           |  |  |        |        |

### Osmina finala
| 25. junij 2016 15:00 | Švica       | 1 – 1 (po podaljških)    | Poljska            | Stadion: Stade Geoffroy-Guichard, Saint-Étienne Gledalcev: 38.842 Sodnik: Mark Clattenburg |
| 25. junij 2016 15:00 | Shaqiri 82' | Poročilo UEFA (angleško) | Błaszczykowski 39' | Stadion: Stade Geoffroy-Guichard, Saint-Étienne Gledalcev: 38.842 Sodnik: Mark Clattenburg |

|                                            |                 |                                                  |  |
|                                            | Kazenski streli |                                                  |  |
| Lichtsteiner Xhaka Shaqiri Schär Rodríguez | 4 – 5           | Lewandowski Milik Glik Błaszczykowski Krychowiak |  |

| 25. junij 2016 18:00 | Wales            | 1 – 0                    | Severna Irska | Stadion: Parc des Princes, Paris Gledalcev: 44.342 Sodnik: Martin Atkinson |
| 25. junij 2016 18:00 | McAuley 75' (ag) | Poročilo UEFA (angleško) |               | Stadion: Parc des Princes, Paris Gledalcev: 44.342 Sodnik: Martin Atkinson |

| 25. junij 2016 21:00 | Hrvaška | 0 – 1 (po podaljških)    | Portugalska   | Stadion: Stade Bollaert-Delelis, Lens Gledalcev: 33.523 Sodnik: Carlos Velasco Carballo |
| 25. junij 2016 21:00 |         | Poročilo UEFA (angleško) | Quaresma 117' | Stadion: Stade Bollaert-Delelis, Lens Gledalcev: 33.523 Sodnik: Carlos Velasco Carballo |

| 26. junij 2016 15:00 | Francija           | 2 – 1                    | Irska         | Stadion: Parc Olympique Lyonnais, Lyon Gledalcev: 56.279 Sodnik: Nicola Rizzoli |
| 26. junij 2016 15:00 | Griezmann 58', 61' | Poročilo UEFA (angleško) | Brady 2' (ks) | Stadion: Parc Olympique Lyonnais, Lyon Gledalcev: 56.279 Sodnik: Nicola Rizzoli |

| 26. junij 2016 18:00 | Nemčija                          | 3 – 0                    | Slovaška | Stadion: Stade Perre-Mauroy, Lille Gledalcev: 44.312 Sodnik: Szymon Marciniak |
| 26. junij 2016 18:00 | Boateng 8' Gómez 43' Draxler 63' | Poročilo UEFA (angleško) |          | Stadion: Stade Perre-Mauroy, Lille Gledalcev: 44.312 Sodnik: Szymon Marciniak |

| 26. junij 2016 21:00 | Madžarska | 0 – 4                    | Belgija                                                  | Stadion: Stadium Municipal, Toulouse Gledalcev: 28.921 Sodnik: Milorad Mažić |
| 26. junij 2016 21:00 |           | Poročilo UEFA (angleško) | Alderweireld 10' Batshuayi 78' Hazard 80' Carrasco 90+1' | Stadion: Stadium Municipal, Toulouse Gledalcev: 28.921 Sodnik: Milorad Mažić |

| 27. junij 2016 18:00 | Italija                   | 2 – 0                    | Španija | Stadion: Stade de France, Saint-Denis Gledalcev: 76.165 Sodnik: Cüneyt Çakır |
| 27. junij 2016 18:00 | Chiellini 33' Pellè 90+1' | Poročilo UEFA (angleško) |         | Stadion: Stade de France, Saint-Denis Gledalcev: 76.165 Sodnik: Cüneyt Çakır |

| 27. junij 2016 21:00 | Anglija        | 1 – 2                    | Islandija                      | Stadion: Allianz Riviera, Nica Gledalcev: 33.901 Sodnik: Damir Skomina |
| 27. junij 2016 21:00 | Rooney 4' (ks) | Poročilo UEFA (angleško) | R.Sigurðsson 6' Sigþórsson 18' | Stadion: Allianz Riviera, Nica Gledalcev: 33.901 Sodnik: Damir Skomina |

### Četrtfinale
| 30. junij 2016 21:00 | Poljska        | 1 – 1 (po podaljških)    | Portugalska | Stadion: Stade Véledrome, Marseille Gledalcev: 62.940 Sodnik: Felix Brych |
| 30. junij 2016 21:00 | Lewandowski 2' | Poročilo UEFA (angleško) | Sanches 33' | Stadion: Stade Véledrome, Marseille Gledalcev: 62.940 Sodnik: Felix Brych |

|                                       |                 |                                        |  |
|                                       | Kazenski streli |                                        |  |
| Lewandowski Milik Glik Błaszczykowski | 3 – 5           | Ronaldo Sanches Moutinho Nani Quaresma |  |

| 1. julij 2016 21:00 | Wales                                  | 3 – 1                    | Belgija        | Stadion: Stade Pierre-Mauroy, Lille Gledalcev: 45.936 Sodnik: Damir Skomina |
| 1. julij 2016 21:00 | Williams 31' Robson-Kanu 55' Vokes 86' | Poročilo UEFA (angleško) | Nainggolan 13' | Stadion: Stade Pierre-Mauroy, Lille Gledalcev: 45.936 Sodnik: Damir Skomina |

| 2. julij 2016 21:00 | Nemčija  | 1 – 1 (po podaljških)    | Italija          | Stadion: Nouveau Stade de Bordeaux, Bordeaux Gledalcev: 38.764 Sodnik: Victor Kassai |
| 2. julij 2016 21:00 | Özil 65' | Poročilo UEFA (angleško) | Bonucci 78' (ks) | Stadion: Nouveau Stade de Bordeaux, Bordeaux Gledalcev: 38.764 Sodnik: Victor Kassai |

|                                                                        |                 |                                                                           |  |
|                                                                        | Kazenski streli |                                                                           |  |
| Kroos Müler Özil Draxler Schweinsteiger Hummels Kimmich Boateng Hector | 6 – 5           | Insigne Zaza Barzagli Pellé Bonucci Giaccherini Parolo De Sciglio Darmian |  |

| 3. julij 2016 21:00 | Francija                                          | 5 – 2                    | Islandija                       | Stadion: Stade de France, Saint-Denis Gledalcev: 76.833 Sodnik: Björn Kuipers |
| 3. julij 2016 21:00 | Giroud 12', 59' Pogba 20' Payet 43' Griezmann 45' | Poročilo UEFA (angleško) | Sigþórsson 56' B. Bjarnason 84' | Stadion: Stade de France, Saint-Denis Gledalcev: 76.833 Sodnik: Björn Kuipers |

### Polfinale
| 6. julij 2016 21:00 | Portugalska          | 2 – 0                    | Wales | Stadion: Parc Olympique Lyonnais, Lyon Gledalcev: 55.679 Sodnik: Jonas Eriksson |
| 6. julij 2016 21:00 | Ronaldo 50' Nani 53' | Poročilo UEFA (angleško) |       | Stadion: Parc Olympique Lyonnais, Lyon Gledalcev: 55.679 Sodnik: Jonas Eriksson |

| 7. julij 2016 21:00 | Nemčija | 0 – 2                    | Francija                  | Stadion: Stade Véledrome, Marseille Gledalcev: 64.078 Sodnik: Nicola Rizzoli |
| 7. julij 2016 21:00 |         | Poročilo UEFA (angleško) | Griezmann 45+2' (ks), 72' | Stadion: Stade Véledrome, Marseille Gledalcev: 64.078 Sodnik: Nicola Rizzoli |

### Finale
Za podrobne podatke o tej temi glej Evropsko prvenstvo v nogometu 2016 – Finale.
| 10. julij 2016 21:00 | Portugalska | 1 – 0 (po podaljških)    | Francija | Stadion: Stade de France, Saint-Denis Gledalcev: 75.868 Sodnik: Mark Clattenburg |
| 10. julij 2016 21:00 | Éder 109'   | Poročilo UEFA (angleško) |          | Stadion: Stade de France, Saint-Denis Gledalcev: 75.868 Sodnik: Mark Clattenburg |

## Statistika

### Strelci
6 golov
- Antoine Griezmann

3 goli
- Olivier Giroud
- Dimitri Payet
- Cristiano Ronaldo
- Nani
- Álvaro Morata
- Gareth Bale

2 gola
- Romelu Lukaku
- Radja Nainggolan
- Ivan Perišić
- Mario Gómez
- Balázs Dzsudzsák
- Birkir Bjarnason
- Kolbeinn Sigþórsson
- Graziano Pellè
- Jakub Błaszczykowski
- Robbie Brady
- Bogdan Stancu
- Hal Robson-Kanu

1 gol
- Armando Sadiku
- Alessandro Schöpf
- Toby Alderweireld
- Michy Batshuayi
- Yannick Ferreira Carrasco
- Eden Hazard
- Axel Witsel
- Nikola Kalinić
- Luka Modrić
- Ivan Rakitić
- Tomáš Necid
- Milan Škoda
- Eric Dier
- Wayne Rooney
- Daniel Sturridge
- Jamie Vardy
- Paul Pogba
- Jérôme Boateng
- Julian Draxler
- Shkodran Mustafi
- Mesut Özil
- Bastian Schweinsteiger
- Zoltán Gera
- Zoltán Stieber
- Ádám Szalai
- Jón Daði Böðvarsson
- Gylfi Sigurðsson
- Ragnar Sigurðsson
- Arnór Ingvi Traustason
- Leonardo Bonucci
- Giorgio Chiellini
- Éder
- Emanuele Giaccherini
- Gareth McAuley
- Niall McGinn
- Robert Lewandowski
- Arkadiusz Milik
- Éder
- Ricardo Quaresma
- Renato Sanches
- Wes Hoolahan
- Vasili Berezutski
- Denis Glushakov
- Ondrej Duda
- Marek Hamšík
- Vladimír Weiss
- Nolito
- Gerard Piqué
- Admir Mehmedi
- Fabian Schär
- Xherdan Shaqiri
- Ozan Tufan
- Burak Yılmaz
- Aaron Ramsey
- Neil Taylor
- Sam Vokes
- Ashley Williams

1 avtogol
- Birkir Már Sævarsson (igral proti Madžarski)
- Ciaran Clark (igral proti Švedski)
- Gareth McAuley (igral proti Walesu)

vir: UEFA

### Nagrade
Ekipa prvenstva
V Ekipo prvenstva je bilo izbranih 11 igralcev (na prejšnjem turnirju jih je bilo izbranih 23). Skupina analitikov je spremljala vsako tekmo, preden se je odločila za končen izbor. Štirje igralci iz zmagovalne ekipe Portugalske so bili imenovani v ekipo prvenstva.
| Vratar       | Obrambni igralci                                     | Vezisti                                                           | Napadalci         |
| ------------ | ---------------------------------------------------- | ----------------------------------------------------------------- | ----------------- |
| Rui Patrício | Jérôme Boateng Joshua Kimmich Raphaël Guerreiro Pepe | Antoine Griezmann Dimitri Payet Toni Kroos Joe Allen Aaron Ramsey | Cristiano Ronaldo |

Igralec prvenstva
Nagrado za Igralca prvenstva je dobil Antoine Griezmann. Izbrali so ga različni predstavniki evropske nogometne zveze, vključno z Alexom Fergusonom in Alainom Giresseom.
- Antoine Griezmann[2]

Mladi igralec prvenstva
Nagrado za Mladega igralca prvenstva, ki so rojeni 1. januarja 1994 ali kasneje, je dobil Renato Sanches, poleg katerega sta se za to nagrado potegovala še Kingsley Coman in Portugalski moštveni igralec Raphaël Guerreiro. Izbrali so ga različni predstavniki evropske nogometne zveze.
- Renato Sanches – 18  let (18. avgust 1997)[3]

Zlati čevelj
Nagrado za Zlati čevelj je dobil Antoine Grezmann, ki je dosegel 1 zadetek v skupinskem delu tekmovanja in 5 zadetkov v izločilnem delu.
- Antoine Griezmann – 6 golov, 2 asistenci (555 minut)[1]

Srebrni čevelj
Nagrado za Srebrni čevelj je dobil Cristiano Ronaldo, ki je dosegel 2 zadetka v skupinskem delu in 1 v izločilnem delu tekmovanja. Dodal pa je tudi 3 asistence.
- Cristiano Ronaldo – 3 goli, 3 asistence (625 minut)[1]

Bronasti čevelj
Nagrado za Bronasti čevelj je dobil Olivier Giroud, ki je v skupinskem delu dosegel 1 gol in 2 gola še v izločilnem delu tekmovanja. Dodal je tudi 2 asistenci
- Olivier Giroud – 3 goli, 2 asistenci (456 minut)[1]

Gol prvenstva
Gol prvenstva je bil izbran s spletnim glasovanjem. V ožjem izboru je bilo skupaj izbranih 5 zadetkov. Dne 13. julija 2016, po končanem glasovanju z več kot 150.000 glasovalcev, je UEFA objavila, da je bil zadetek vezista Madžarske Zoltána Gere proti Portugalski imnovan kot gol oboževalcev prvenstva. V posebni anketi so tehnični opazovalci UEFE odločili, da si prvo mesto v svojem seznamu najboljših desetih golov na turnirju zasluži gol Švicarskega napadalca Xherdana Shaquirija, ki je bil dosežen proti Poljski.

### Denarne nagrade
| Rank (neurad.) | Ekipa                                      | Milijon € |
| -------------- | ------------------------------------------ | --------- |
| 1              | Portugalska                                | 25.5      |
| 2              | Francija                                   | 23.5      |
| 3              | Nemčija                                    | 18.5      |
| 4              | Wales                                      | 18.0      |
| 5              | Poljska                                    | 14.5      |
| 6              | Belgija, Italija, Islandija                | 14.0      |
| 9              | Anglija, Španija, Švica, Madžarska         | 11.5      |
| 13             | Hrvaška                                    | 12.0      |
| 14             | Slovaška, Irska                            | 11.0      |
| 16             | Severna Irska                              | 10.5      |
| 17             | Albanija, Turčija                          | 9.0       |
| 19             | Rusija, Avstrija, Češka, Švedska, Romunija | 8.5       |
| 24             | Ukrajina                                   | 8.0       |

Skupno so razdelili 301 milijonov € med 24 ekip, kar je 105 milijonov € več kot na prejšnjem tekmovanju (leta 2012 le 196 milijonov €).
Vsaka ekipa za sodelovanje na prvenstvu prejme 8 milijonov €.
Skupno lahko ekipa prejme 27 milijonov € (za vse zmage v skupini in izločilnem delu tekmovanja).
Seznam in vrednosti:
- Nagrada za sodelovanje : 8 milijonov €[35]
- Prvak : 8 milijonov €[35]
- Drugouvrščeni : 5 milijonov €[35]
- Napredovanje v polfinale : 4 milijone €[35]
- Napredovanje v četrtfinale : 2,5 milijona €[35]
- Napredovanje v šestnajstino finala : 1,5 milijona €[35]
- Zmaga v skupini: 1 milijon €[35]
- Remi v skupini : 500.000 €[35]

## Simboli prvenstva

### Logotip in slogan
Uradni logotip je bil predstavljen 26. junij 2013 v Pavillon Cambon Capucines v Parizu. Logotip temelji in je zasnovan na temo Praznovanje umetnosti nogometa (Celebrating the art of football), ki prikazuje pokal Henrija Delaunaya z barvami francoske zastave (modra, bela in rdeča), obdan pa z mešanico oblik in linij, ki predstavljajo različne umetnostna gibanja in nogometne elemente.
Uradni slogan turnirja je bil predstavljen 17. oktobra 2013: Le Rendez-Vous.

### Maskota
Maskoti nogometnega evropskega prvenstva 2016 v Franciji je ime Super Victor. Nasmejanemu fantku superheroju v barvah Francije so ime izbirali obiskovalci spletne strani Evropske nogometne zveze. Obiskovalci so izbirali med tremi predlogi, Driblou, Goalix in Super Victor, zadnji pa je v glasovanju dobil 49 odstotkov glasov. Goalix je dobil 27 odstotkov, preostalih 25 pa Driblou.
Maskota se je prvič javno predstavila 18. novembra na stadionu Velodrome v Marseillu, kjer sta se na prijateljski tekmi pomerila Francija in Švedska.
Maskota je otrok kot vsi ostali. Rojen je v majhnem mestu v Franciji. Njegov oče je bil dober nogometaš, od malih nog pa je rad igral nogomet s prijatelji. Ni tako dober kot oče, ampak se vselej trudi izboljšati svoje veščine. Najpomembnejše mu je, da se zabava in igra v duhu fair playa, so maskoto opisali na Uefini spletni strani.
Superheroj je postal med igro nogometa s prijatelji, ko je izvedel prosti strel, žogo pa poslal čez ograjo. Med iskanjem je našel staro, magično skrinjo. V njej je našel rdeče ogrinjalo, nove nogometne čevlje in uradno žogo EP 2016. Takoj ko si jih je nadel, je lahko storil veliko novih nogometnih vragolij.
Njegova misija na turnirju stare celine bo, da se zabava z navijači s celega sveta in slavi nogomet.

### Uradna žoga
Uradna žoga nogometnega prvenstva UEFA EUROTM 2016 Beau Jeu, v prevodu Čudovita igra, je tesno povezana s Francijo, gostiteljico prvenstva. Na žogi se prelivajo modra, bela in rdeča barva iz francoske trobojnice, napis EURO in 2016 pa obdajajo srebrni poudarki, ki spominjajo na glavno nagrado prvenstva. Adidas je žogo razvijal 18 mesecev; pri njenem oblikovanju je prevzel najboljše elemente Brazuce, s katero so nogometaši lansko leto igrali na svetovnem prvenstvu v Braziliji, ter ji dodal kanček francoske elegance. Žoga ohranja inovativno strukturo in edinstveno simetričnost šestih identičnih plošč, hkrati pa prinaša izboljšave v strukturi površine, ki zagotavljajo še boljši oprijem in okrepljeno vidnost med igro.
Žogo je na svojem Instagram profilu prvi razkril eden najboljših francoskih nogometašev vseh časov Zinédine Zidane.
Žoga je bila uporabljena le v skupinskem delu tekmovanja, v izločilnem delu pa jo je nadomestila žoga imenovana Fracas, v prevodu Krik, ki naj bi predstavljala hrup in kričanje navijačev ter zmagovito miselnost.

### Uradna pesem
Uradna himna evropskega prvenstva je This One's For You (Tale je za vas), ki jo izvaja David Guetta, skupaj z Zaro Larsson.

## Ostali podatki tekmovanja

### Sponzorji
| - Adidas - Carlsberg - Coca-Cola - Continental - Hisense | - Hyundai–Kia - McDonald's - Orange - SOCAR - Turkish Airlines |

| - Abritel–HomeAway - Crédit Agricole - Française des Jeux - La Poste - PROMAN | - SNCF |